# Kornberg bei Riegersburg
Kornberg bei Riegersburg là một đô thị in the district of Feldbach trong bang Steiermark, nước Áo. Đô thị Kornberg bei Riegersburg có diện tích 15,97 km², dân số cuối năm 2005 là 1183 người.